# Željko Sakić
Željko Sakić (Rijeka, 30. rujna 1970.g.), umirovljeni časnik HV, radijski urednik, te radio kao urednik i kolumnist na više internetskih portala narod, priznajem, dnevno, poslovni tjednik, kerigma-pia, kolumnist i hrvatski pisac Piše romane. 
Sudionik Domovinskog rata od 1991.g. Sakićev roman “Olovni pokrivač” iz 1997. uvršten je u Leksikon hrvatskih pisaca iz 2000. godine, u izboru akademika Krešimira Nemca. Također i u zbirci kritika Grozdane Cvitan 2002.g. Od čizama to petka, kritike, kao i knjizi kritika Seada Begovića. Na riječkom Radio Trsatu radio je godinu dana kao urednik informativnog programa. Bavi se analitičkim praćenjem ključnih političkih fenomena u zemlji i inozemstvu. Piše za portale narod.hr, HKV i druge. Objavio je 2015. godine, povijesni roman Zentropa. Nakon toga 2018.g. u izdavačkoj kući Despot Infinitus objavljuje kriminalistički roman "Stella Polaris".
Željko Sakić, član je društva Hrvatskih novinara i publicista HNiP, sa sjedištem u Zagrebu.